# Bahnhof Bergholz (b Potsdam)
Der Bahnhof Bergholz (b Potsdam) war ein 1957 als Turmbahnhof angelegter Umsteigebahnhof am Berliner Außenring, südlich von Potsdam. Betrieblich handelte es sich bei der Anlage trotz ihres Aufbaus um einen Haltepunkt.
Er entstand 1956 an der Kreuzung der Bahnstrecke Berlin–Blankenheim (km 24,3) mit dem Außenring (km 10,9) und sicherte eine Umsteigemöglichkeit für Reisende aus Michendorf, Wilhelmshorst, Rehbrücke sowie Potsdam-Drewitz (heute Potsdam Medienstadt Babelsberg) zu den als Sputnik bezeichneten Zügen vor allem nach Ost-Berlin. Eine Fußgängerbrücke ermöglichte den Übergang zwischen den oberen Seitenbahnsteigen am Außenring und den unteren Seitenbahnsteigen an der Wetzlarer Bahn.
Mit Wiedereröffnung der Berliner Stadtbahn verlor der Umsteigepunkt seine Bedeutung, da fortan eine direkte Verbindung von Potsdam nach Berlin ermöglicht wurde. Abgelegen im Wald, einige Kilometer von der nächsten Siedlung entfernt, entfiel auch die Funktion als lokaler Zugang zum Regionalverkehr, weswegen der Haltepunkt am 23. Mai 1998 aufgelassen wurde. Für Straßenfahrzeuge war der Haltepunkt bis zum Schluss lediglich über einen Wirtschaftsweg der Forstverwaltung erreichbar. Die aus dem Sputnik resultierende Regionalbahnlinie 22 nutzte danach eine andere Strecke über Saarmund–Michendorf sowie die Bahnstrecke Jüterbog–Nauen. Seit Dezember 2011 fährt sie ohne Halt wieder über die oberen Gleise des ehemaligen Haltepunkts Bergholz (b Potsdam).
Eine Wiederinbetriebnahme des Haltepunktes und der Bahnsteige wurde 2011 untersucht, um die Linien RB 22, RB 33 und RE 7 zu verknüpfen und so eine Umsteigemöglichkeit von Beelitz, Michendorf, Wannsee und Bad Belzig in Richtung Schönefeld (SXF/BER) zu ermöglichen.
Unweit des Haltepunktes existiert eine Verbindungskurve zwischen beiden Bahnstrecken, die heute ausschließlich von Güterzügen genutzt wird. Sie beginnt nördlich des Haltepunkts Wilhelmshorst an der Bahnstrecke Berlin–Blankenheim (km 25,1) und mündet östlich der früheren Betriebsstelle Nesselgrund (bei km 9,9) in den Berliner Außenring.